# Andrzej Zwierzchowski
Andrzej Zwierzchowski (ur. w 1954 roku w Warszawie) – polski malarz.
W latach 1974–1979 studiował na Wydziale Malarstwa Akademii Sztuk Pięknych w Warszawie. Dyplom uzyskał w pracowni profesora Jacka Sienickiego w 1979. Od 1990 prowadzi pracownię malarstwa i rysunku na Wydziale Architektury Wnętrz tejże akademii. W latach 80. aktywnie uczestniczył w ruchu artystów wystawiających poza oficjalnym obiegiem. Miał liczne wystawy indywidualne w kraju (Zachęta, Muzeum Narodowe we Wrocławiu) oraz w Muzeum Mimara w Zagrzebiu, a także pokazywano jego prace na zbiorowych wystawach za granicą (Berlin, Paryż, Praga). Od 2003 roku jest profesorem nadzwyczajnym Akademii Sztuk Pięknych w Warszawie.

## Wystawy indywidualne (wybór)
- 2014 – „Andrzej Zwierzchowski – Malarstwo”. Galeria „SPA – SPOT” im. Jacka Sempolińskiego, Nałęczów
- 2012 – „Spirytus”, Galeria Salon Akademii – Akademia Sztuk Pięknych w Warszawie
- 2010 – „Tutaj psa wpuścić” – Galeria Studio, Warszawa
- 2007 – „Andrzej Zwierzchowski”– Galeria Sztuki Wozownia, Toruń
- 2007 – „Slikarstwo”– Muzeum Mimara, Zagrzeb, Chorwacja
- 2007 – „Dotknąć, usłyszeć, zobaczyć”– Galeria Studio, Warszawa
- 2004 – „Andrzej Zwierzchowski ”– Galeria Sztuki w Legnicy, Legnica
- 2004 – „Andrzej Zwierzchowski. Malarstwo”– Galeria Sztuki Arsenał, Poznań; Poznańska Galeria Nova
- 2004 – „Die belebende…wiele rzeczywistości”– Fabryka Trzciny, Warszawa
- 2003 – „Rysy”– Podziemie Kamedulskie, Warszawa
- 1998 – „Obraz w obraz. Andrzej Zwierzchowski”– Zachęta, Warszawa
- 1997 – Wystawa malarstwa – Galeria In Spe, Warszawa
- 1995 – „Andrzej Zwierzchowski, Malarstwo”– Galeria Przyjaciół Akademii Ruchu, Warszawa
- 1994 – „622”– Galeria Sztuki Współczesnej „Milano”, Warszawa
- 1992 – „Andrzej Zwierzchowski”– Galeria Piotra Nowickiego, Warszawa
- 1989 – „Andrzej Zwierzchowski”– Pawilon SARP, Warszawa, Fundacja Egit
- 1988 – „Andrzej Zwierzchowski”– Klub Środowisk Twórczych „Łaźnia”, Radom, Fundacja Egit
- 1988 – „Andrzej Zwierzchowski”– Muzeum Narodowe, Wrocław, FundacjA Egit
- 1986 – „Andrzej Zwierzchowski –Izabeliada, Malarstwo”, BWA Lublin
- 1986 – „Działanie odejmowania”– Galeria 102 (Ośrodek Kultury Ochoty), Warszawa
- 1980 – „Andrzej Zwierzchowski. Malarstwo”– Galeria Sztuki Współczesnej, Staromiejski Dom Kultury, Warszawa

## Wystawy zbiorowe (wybór)
- 2014 – „Droga do wolności” – Płocka Galeria Sztuki, Płock
- 2013 – „Małe jest wielkie” – Galeria „Propaganda”, Warszawa
- 2013 – „Razem i osobno” – Galeria Fundacji „Culture Shock”, Warszawa
- 2012 – „Polityczny protest? Artystyczna kontestacja? Wystawa Sztuki Niezależnej tworzonej przez Artystów, których debiut przypadł na lata 1980-89 – Muzeum Okręgowe W Rzeszowie
- 2010/2011 – „Pokolenie. Niezależna Twórczość Młodych w latach 1980-89”– Muzeum Narodowe w Krakowie
- 2009/2010 – „Dom-droga, istnienie”, VII Trienale Sztuki Sacrum – Miejska Galeria Sztuki, Częstochowa
- 2009 – „Malarz napisał”– Galeria Appendix 2, Warszawa
- 2008 – „Wystawa wojenna. Nie tylko dla weteranów”, Stowarzyszenie Wolnego Słowa, Warszawa
- 2006 – „Wobec zła. In the face of evil” VI Trienale Sztuki Sacrum – Miejska Galeria Sztuki, Częstochowa
- 2005 – „Mockwa-Bapszaba – Państwowa Galeria Trietiakowska, Moskwa
- 2004/2005 – „Warszawa- Moskwa”– Zachęta Narodowa Galeria Sztuki, Warszawa
- 2001 – „Młodzi czterdziestoletni”– Ratusz Nowego Miasta, Praga, Czechy
- 2000 – „Polski pejzaż z ubiegłych dwóch stuleci”, Targi Książki, Frankfurt n. Menem, Niemcy
- 1999 – „Malarstwo abstrakcyjne”– Galeria EL, Elbląg
- 1998 – „Fragment kolekcji 3” – Zachęta, Warszawa
- 1996 – Galeria Przyjaciół Akademii Ruchu, Muzeum im. X. Dunikowskiego
- 1995 – Kunstnernes Haus, Aarhus, Dania
- 1993 – „1000 km Malerei”. Deutsch-Polnische Gesellschaft, Hamburg, Niemcy
- 1988 – „Obecność”. Pokaz plenerowy malarstwa i rzeźby (org. Marek Sapetto), korty tenisowe Wawrzyszew, Warszawa
- 1987 – Malarstwo z kręgu Akademii Warszawskiej, Zakłady Norblina, Warszawa
- 1986 – Kolekcja Galerii Studio, Warszawa
- 1986 – „Świadectwo wspólnoty”, II prezentacja Działu Sztuki Współczesnej, Muzeum Archidiecezji Warszawskiej
- 1985 – I prezentacja Działu Sztuki Współczesnej, Muzeum Archidiecezji Warszawskiej, Warszawa
- 1985 – Wystawa Malarstwa poświęcona Pamięci ks. Jerzego Popiełuszki, Kościół św. Stanisława Kostki, Warszawa
- 1985 – „Kto umiera dla Pana, staje się jak kiełkujące ziarno”. Wystawa Malarstwa poświęcona pamięci ks. Jerzego Popiełuszki, Kościół św. Rocha, Białystok
- 1985 – III Wystawa Sztuki Religijnej, Wyższe Seminarium Duchowne, Białystok
- 1985 – „Droga i Prawda”. I Krajowe Biennale Młodych, Kościół św. Krzyża, Wrocław (org. ks. Mirosław Drzewiecki)
- 1984 – II Wystawa Sztuki Religijnej, Wyższe Seminarium Duchowne, Białystok
- 1984 – „Chaos, człowiek, absolut”. Kościół Najświętszej Marii Panny, Warszawa
- 1984 – „Pokaz niezależny”. Pracownia Katarzyny Latałło przy ul. Katowickiej 7a m. 1, Warszawa
- 1984 – Spotkania ze sztuką (1) (org. Magdalena Hniedziewicz), kościół Miłosierdzia Bożego przy ul. Żytniej, Warszawa
- 1983 – „Męka, Śmierć i Zmartwychstanie”. Polscy uczestnicy wystawy w Digne-les-Bains, Kościół NMP, Warszawa
- 1982 – „Jeune peinture-Jeune exxpression”. Grand Palais, Paryż, Francja
- 1982 – „Świadectwo obecności”– Kościół św. Krzyża, Warszawa
- 1980 – XIV wystawa Okręgu Warszawskiego ZPAP, Zachęta, Warszawa
- 1980 – X Festiwal Malarstwa Współczesnego, Zamek Książąt Pomorskich, Szczecin
- 1979 – VII Ogólnopolski Konkurs im. Jana Spychalskiego, BWA, Poznań

## Nagrody
- II Wystawa Sztuki Religijnej – Białystok, 1984 – II Nagroda za obraz pt. „Światło”